# 보르크스도르프역
보르크스도르프역(Bahnhof Borgsdorf)은 브란덴부르크주 오버하펠군 호엔 노이엔도르프에 있는 철도역이다.
역 승강장은 섬식 승강장이며, 승강장 동쪽으로 복선의 장거리선이 설치되어 있다. 보행자 육교를 통해서 선로 노반 양쪽에서 승강장에 접근할 수 있다. 철도 건널목을 통해서도 승강장으로 접근할 수 있는 통로가 있으며, 승강장 남쪽에는 신호소 건물이 있다.

## 역사
1877년 7월 베를린 북부선 개통 이후 같은 해 9월에 개통했다. 개통 당시에는 2면 2선의 상대식 승강장이 설치되어 있었고, 1891년까지는 요청 시에만 정차했다. 1880년/1881년까지는 하계 임시 정차역이었으며, 그 이후에 사계절 영업을 시작했다. 1925년 10월 4일에 직류 제3궤조로 전철화되었고, 1927년 5월부터 20분 배차 간격으로 열차가 운행했다.
1939년에는 역 이설이 계획되었으나 제2차 세계 대전으로 진행되지 못했다. 1945년 4월 말부터 열차 운행이 중단되었고, 8월 18일에 S반 전동차 운행이 정상화되었다. 6월 중순부터 8월까지는 증기 기관차 견인 열차가 운행했다. 소련에 전쟁 배상으로 보르크스도르프-베를린 빌헬름스루간 복선 선로가 철거되었으며, 오라니엔부르크-보르크스도르프 구간을 단선으로 운행해야 했다. 1953년에 다시 복선화되었다.
1964년에는 상대식 승강장이 섬식 승강장으로 대체되었다.

## 인접 정차역
오버하펠군 버스 816번과 환승할 수 있다.
| 베를린 S반                 | 베를린 S반 | 베를린 S반                    |
| -------------------------- | ---------- | ----------------------------- |
| 레니츠 오라니엔부르크 방면 | S1         | 비르켄베르더 베를린 반제 방면 |